# Aleksander Numeniu
Aleksander Numeniu (II wiek n.e.) – grecki filozof (sofista), gramatyk, autor traktatu Peri schematon (O figurach).